# Oreolais
Genre
Synonymes
- Apalis Swainson, 1833[2]

Oreolais est un genre de passereaux de la famille des Cisticolidae. Ces espèces se rencontrent à l'état naturel en Afrique centrale et de l'Est,.

## Liste des espèces
Selon la classification de référence du Congrès ornithologique international (version 8.1, 2018) :
- Oreolais pulcher (Sharpe, 1891) — Apalis à col noir, Apalis à collier noir, Fauvette forestière à collier noir, Fauvette-forestière à collier, Fauvette-forestière à collier noir
  - Oreolais pulcher pulcher (Sharpe, 1891)
  - Oreolais pulcher murphyi (Chapin, 1932)
- Oreolais ruwenzorii (Jackson, 1904) — Apalis du Ruwenzori, Fauvette-forestière du Ruwenzori

## Publication originale
- (en) Billy Nguembock, Jon Fjeldså, Arnaud Couloux, Corinne Cruaud et Éric Pasquet, « Polyphyly of the genus Apalis and a new generic name for the species pulchra and ruwenzorii », Ibis, Wiley-Blackwell, vol. 150, no 4,‎ 29 juillet 2008, p. 756-765 (ISSN 1474-919X et 0019-1019, DOI 10.1111/J.1474-919X.2008.00852.X, lire en ligne).